# Vlekbuiktandkwartel
De vlekbuiktandkwartel (Odontophorus balliviani) is een vogel uit de familie Odontophoridae. De wetenschappelijke naam van de soort is voor het eerst geldig gepubliceerd in 1846 door Gould.

## Voorkomen
De soort komt voor in het zuidoosten van Peru en het noordwesten van Bolivia.

## Beschermingsstatus
Op de Rode Lijst van de IUCN heeft de soort de status niet bedreigd.

## Afbeeldingen

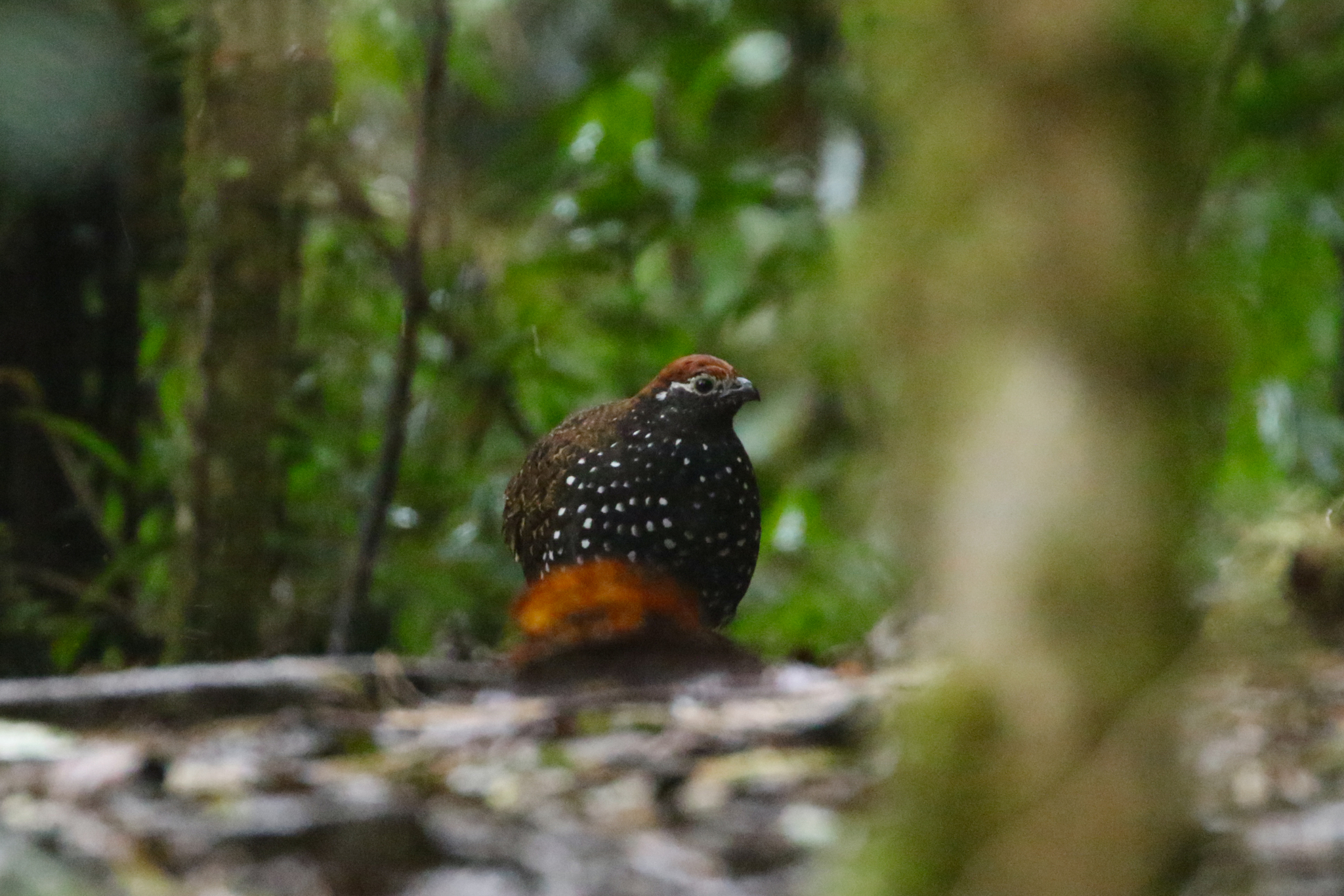